# Angelo Orsoni
Angelo Orsoni (metà del XIX secolo – Murano, 1921) è stato un imprenditore italiano,  fondatore dell'omonima impresa di smalterie in vetro che, tra le tante opere, ha restaurato i mosaici della Galleria Vittorio Emanuele di Milano e della Basilica di San Marco a Venezia.

## Biografia
Della sua vita, e più ancora dell'inizio delle sue attività, le fonti disponibili sono piuttosto avare di notizie. Da una pubblicazione ufficiale ottocentesca si apprende che a Venezia, in località non meglio precisata, esiste "fin dal 1820" un'officina di fabbro di un tal Angelo Orsoni che impiega 5 uomini e 3 garzoni, ma non è dato di sapere se si tratti di un parente o un omonimo del futuro imprenditore. Nel sito ufficiale della Mosaic-Smalti, una filiazione moderna dell'antica smalteria, si afferma che nasce da una povera famiglia di Murano "nella metà del XIX secolo" e che fin dagli anni dell'adolescenza lavora nelle botteghe dei maestri vetrai del luogo. Nel 1877 viene assunto dal mosaicista Giandomenico Facchina (1826-1904), all'epoca già famoso per il rilancio di questa attività e le realizzazioni del suo laboratorio in collaborazione col maestro Antonio Salviati (1816-1890). Alle dipendenze di quest'ultimo, che rilancia il mosaico dopo un lungo periodo di decadenza attraverso l'impianto di una fornace per la fabbricazione delle tessere, Orsoni si dedica quasi esclusivamente alla produzione degli smalti, rivelandosi un tecnico oltremodo attento e capace.

Orsoni con la sua famiglia e i dipendenti della sua ditta

L'esperienza accumulata si rivela preziosa quando Facchina viene chiamato a Parigi per la creazione di nuovi mosaici e la manutenzione di quelli ivi esistenti. Nel 1888, l'anno del trasferimento, si sta affermando la cosiddetta Art Nouveau e il mosaico non è più un'esclusiva dell'arte religiosa. La riscoperta di questo particolare tipo di decorazione spinge Orsoni a declinare l'offerta di trasferirsi in Francia per continuare l'attività a Venezia. Facchina, ben conoscendo le capacità del suo collaboratore, gli dona fornace e laboratorio affinché possa coronare il suo sogno di darsi all'imprenditoria di settore ed anche per rifornirsi dei materiali necessari alla sua nuova attività d'oltralpe. Nello stesso anno viene quindi fondata la "Ditta Angelo Orsoni, smalti e ori per mosaico".
Per farsi conoscere, stante le limitate risorse iniziali, Orsoni decide di presentarsi all'esposizione di Parigi del 1889 e porta con sé un campionario di tessere rettangolari multicolori disposte in un pannello di forma quadrata, detto pannello multicolore, dove i singoli pezzi sono disposti secondo una scala di sfumature dei vari colori e inglobati in una cornice formata da tessere più grandi, anch'esse disposte in scala di colorazione. Considerato una vera e propria opera d'arte, il pannello gli apre la via del successo. Il frutto delle prime commesse gli consente infatti di ampliare e modernizzare il processo produttivo e di trasferire la sede in nuovi locali più ampi nella zona di Cannaregio. Mentre i suoi operai possono avvalersi di una nuova fornace a carbone (che migliora la temperatura di fusione) e di varie attrezzature come la pressa a cilindro rotante (che migliora la compressione della pasta vetrosa e consente una maggiore uniformità sulla superficie delle tessere) Orsoni si dedica alla ricerca di nuovi colori e più ancora di una grande varietà di sfumature. L'innovazione tecnologica più importante è tuttavia la macchina dell'oro, necessaria per la fabbricazione degli ori, ovvero le tessere dorate dove le varie sfumature (in particolare le tonalità "oro antico" e "oro San Marco") si ottengono attraverso lo spessore dei vetri in cui è inserita la foglia d'oro.

Il laboratorio con le operaie
La fornace alimentata a carbone

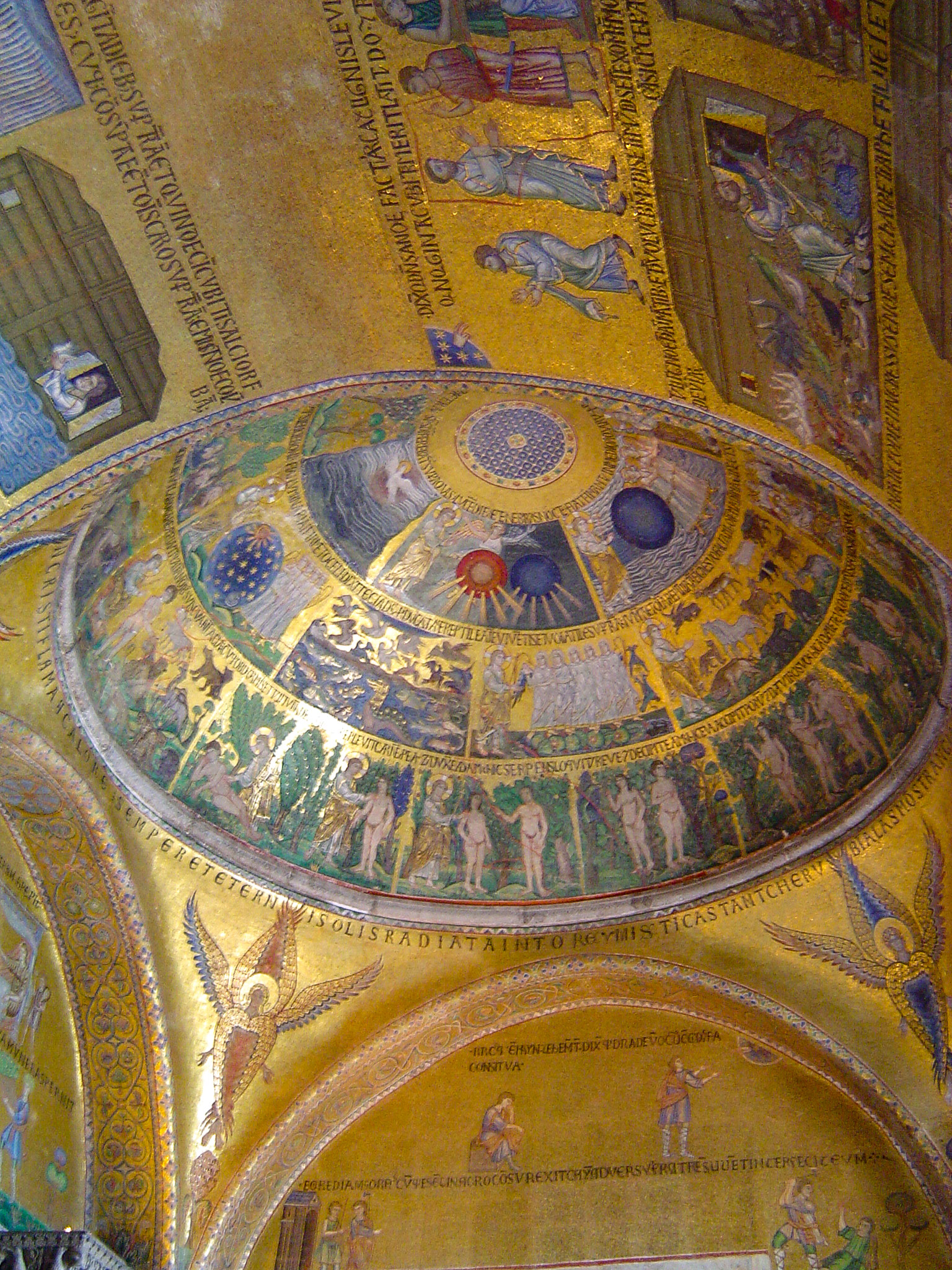
I mosaici della Basilica di San Marco

Nel 1900, con quattro uomini addetti alla fornace e otto donne al taglio, Orsoni è nel pieno del successo. Fidando nell'ancora scarsa concorrenza nel settore (limitata a Venezia alla sola ditta Radi), ottiene importanti commesse come il restauro dei mosaici dorati della Basilica di San Marco a Venezia e il pavimento della Galleria Vittorio Emanuele a Milano. Suoi lavori originali sono i mosaici di una sede imprecisata delle École des beaux-arts, dell'Hôtel de Ville (il municipio), del Palazzo Borbone, dell'Opèra e del Trocadéro a Parigi, della basilica di Notre Dame de la Garde a Marsiglia, della cupola della cattedrale di Saint Paul a Londra, del Santuario di Nostra Signora di Lourdes e di una residenza della famiglia Vanderbilt negli Stati Uniti. L'attività procede fiorente fino allo scoppio della prima guerra mondiale, quando viene sospesa per il timore dei bimbardamenti. Trasferitosi con la famiglia in Emilia Orsoni riavvia la produzione nel 1919 fidando in numerose commesse destinate al restauro o al ripristino ex novo dei mosaici andati distrutti durante il conflitto, soprattutto in Italia.
Muore nel 1921 lasciando un'azienda ben avviata al figlio Giovanni. Giovanni Orsoni non apporta ulteriori innovazioni tecnologiche, mantenendo lo stesso volume di affari, con commesse da Paesi di tutto il mondo che gli consentono di superare il periodo difficile della grande crisi. Questa scelta di garantire la continuità nella tradizione incrementa ulteriormente la fama della produzione Orsoni: durante la sua gestione vengono realizzate le decorazioni delle guglie della Sagrada Família di Barcellona, la Sala d'Oro del municipio di Stoccolma, l'interno dell'Altare della Patria a Roma e il restauro della Basilica di Santa Sofia a Istanbul.